# 东方宽额蚤
东方宽额蚤（学名：Euryalona orientalis）为盘肠蚤科宽额蚤属的动物。分布于斯里兰卡、泰国、拉丁美洲、非洲东部以及中国大陆的广东、江苏、湖北等地，属于嗜暖种。其一般栖息于湖泊和池塘沿岸草丛中。
其种加词“orientalis”意为“东方的”。